# Бел Тер (Њујорк)
Бел Тер (енгл. Belle Terre) град је у америчкој савезној држави Њујорк.

## Демографија
По попису из 2010. године број становника је 792, што је 40 (-4,8%) становника мање него 2000. године.
| Група             | 2000.       | 2010.       |
| Белци             | 748 (89,9%) | 714 (90,2%) |
| Афроамериканци    | 9 (1,1%)    | 10 (1,3%)   |
| Азијати           | 42 (5,0%)   | 26 (3,3%)   |
| Хиспаноамериканци | 16 (1,9%)   | 31 (3,9%)   |
| Укупно            | 832         | 792         |